# Wellington (Kolorado)
Wellington – miasto w Stanach Zjednoczonych, w stanie Kolorado, w hrabstwie Larimer.

## Demografia
W roku 2010 miasto zamieszkiwało 6289 osób, a gęstość zaludnienia wynosiła 1367,2 osoby/km². W roku 2023 liczba mieszkańców wzrosła do 12 078 osób, a gęstość zaludnienia przekroczyła 2625 osób/km². Na przestrzeni 13 lat zaludnienie Wellington zwiększyło się prawie 2-krotnie.